# Réserve de Wonga Wongué
La réserve de Wonga Wongué est une aire naturelle protégée reconnue site Ramsar, ayant le statut de réserve de chasse à l’usage du Président de la République du Gabon. Créée en tant que réserve faunistique et ensuite transformée en parc national, Wonga Wongué est devenue une réserve présidentielle en 1972.
Elle couvre une zone littorale et son arrière-pays à des altitudes variant de 0 à 200 mètres ; elle est décrite comme composée de plaines, collines, plateaux disséqués par de nombreux petits fleuves côtiers, marécages et marais.
La faune remarquable comprend chimpanzés, éléphants, buffles, hippopotames, gorilles et des oiseaux de mer (dont le pélican blanc).
Malgré son statut, elle est touchée par le braconnage (notamment pour les défenses d'éléphant) et l'exploitation illégale de ses ressources (bois, chasse, pêche).